# Hypoplectrus aberrans
Hypoplectrus aberrans är en fiskart som beskrevs av Poey, 1868. Hypoplectrus aberrans ingår i släktet Hypoplectrus och familjen havsabborrfiskar. Inga underarter finns listade i Catalogue of Life.